# Овраг Верховой
Овраг Верховой — овраг, находящийся в Кинельском и Красноярском районах Самарской области. Крупная овражно-балочная система с водотоком на дне оврага — правым притоком реки Падовки. Ботанический памятник природы регионального значения. Естественный резерват высокого разнообразия растительных сообществ, место обитания около 20 видов редких и исчезающих растений. Имеет научное, эстетическое значение, служит охране цено- и генофонда.

## Общая информация
Статус памятника природы был присвоен решением исполнительного комитета Куйбышевского областного Совета народных депутатов от 03.11.1987 № 386 «Об утверждении природных объектов области государственными памятниками природы местного значения». Впоследствии статус был подтверждён и уточнён постановлениями правительства Самарской области от 23.12.2009 № 722 «Об утверждении Положений об особо охраняемых природных территориях регионального значения» и № 478 от 13.09.2013 «О внесении изменений в постановление Правительства Самарской области от 31.12.2009 № 722 „Об утверждении положений о памятниках природы регионального значения“».
Целью создания памятника является сохранение естественного резервата высокого ценотического разнообразия растительных сообществ, охрана популяций около 20 видов редких и исчезающих растений, а также мониторинг процессов динамики и расселения более 100 видов растений. Памятник природы имеет научное, эстетическое и ресурсоохранное значение.

## Физико-географические характеристики

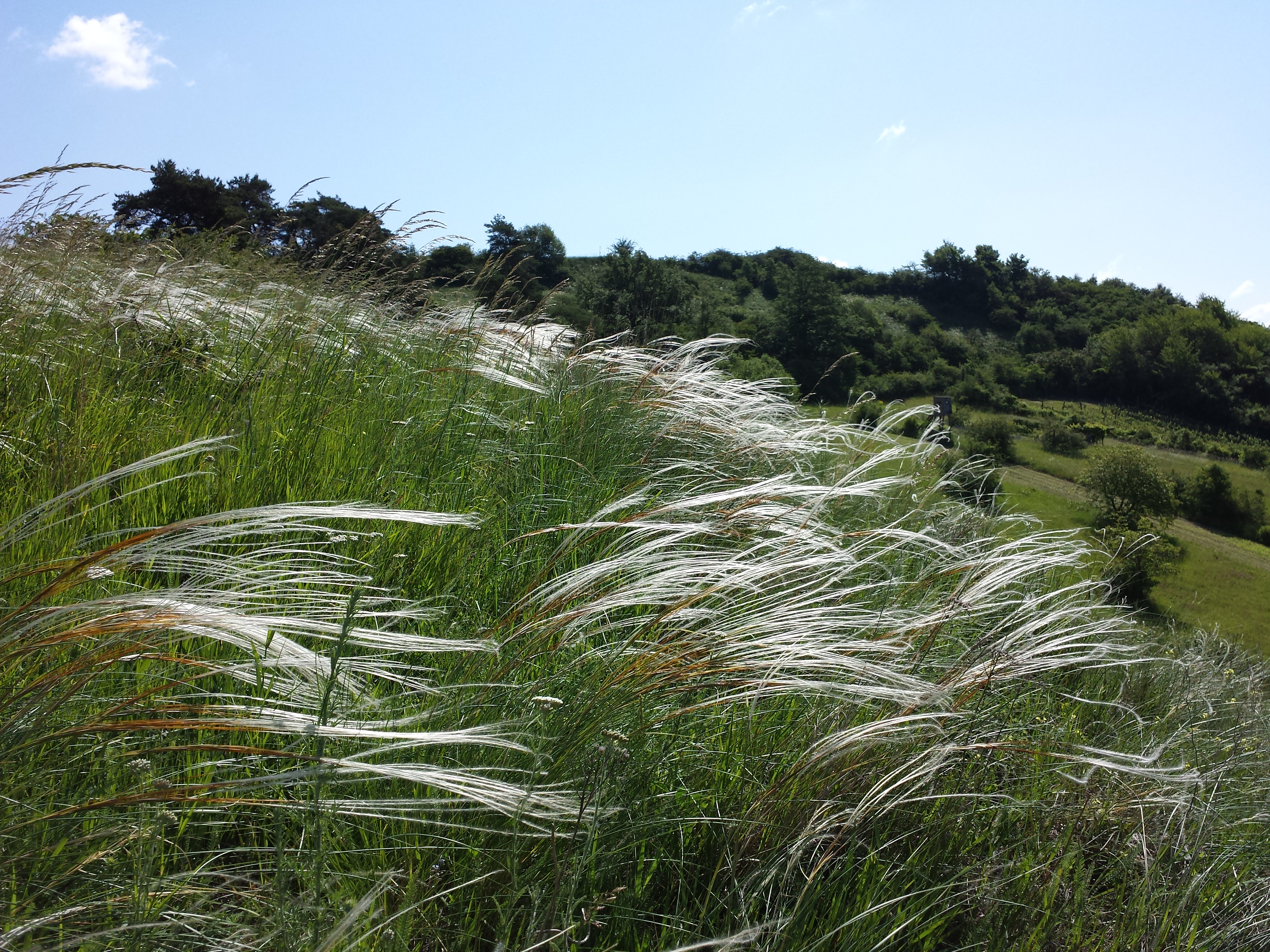
Ковыль перистый

Памятником природы является крупный овраг — древняя балка с характерным поперечным профилем, протянувшийся с северо-запада на юго-восток чуть более чем на 2 км. На дне оврага водоток — правый приток реки Падовка
Памятник природы состоит из одного участка площадью 72 гектара приблизительно в 2,7 км северо-восточнее села Чубовка и находится в границах сельского поселения Чубовка (9,71 га) Кинельского района и сельского поселения Шилан (62,29 га) Красноярского района Самарской области. Территория относится к Высокому Заволжью в лесостепной зоне Русской равнины в районе истока реки Падовка, левого притока реки Самары.
Из общей площади памятника природы леса занимают 17,9 га, остальное (54,1 га) — степи.

### Климат

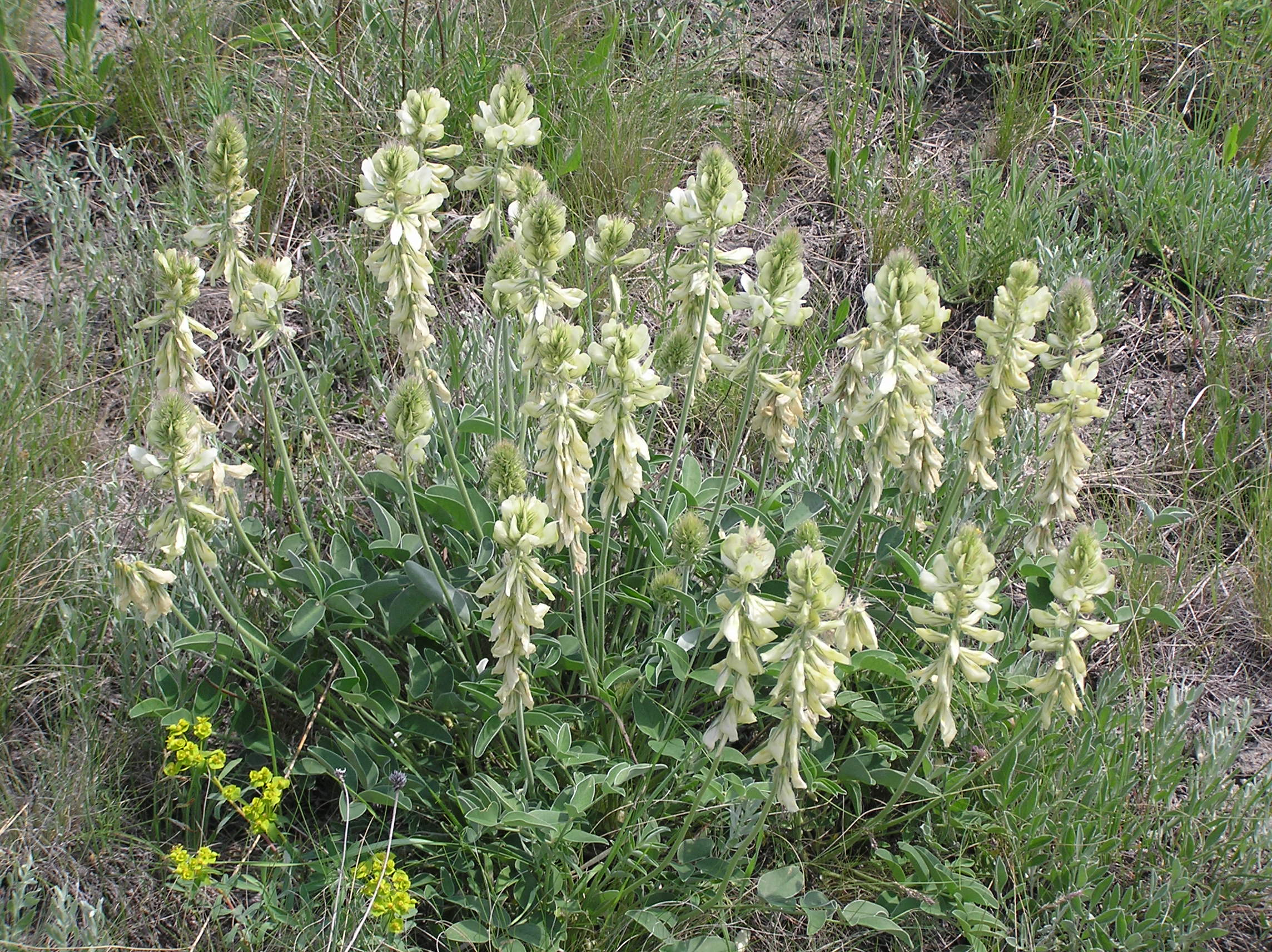
Копеечник крупноцветковый

Климат континентальный, с жарким летом и холодной зимой. Средняя температура января −13,5 °С, средняя температура июля 20,5 °C. Средняя годовая температура +3,8 °С, сумма активных температур 2550 °С. Безморозный период продолжается около 137 дней, последние весенние заморозки случаются в первой декаде мая, ранние осенние — в конце сентября. Среднесуточная температура выше 0 °C устанавливается около 5 апреля
Средняя годовая сумма осадков в зоне составляет 387 мм, в отдельные годы достигая 450 мм, из них в тёплый период (апрель-октябрь) в среднем выпадает 257 мм. Устойчивый снежный покров появляется начале третьей декады ноября. Снежный покров достигает высоты в 25—30 см, обычно сходит в середине апреля.

### Геология, геоморфология и почвенный покров

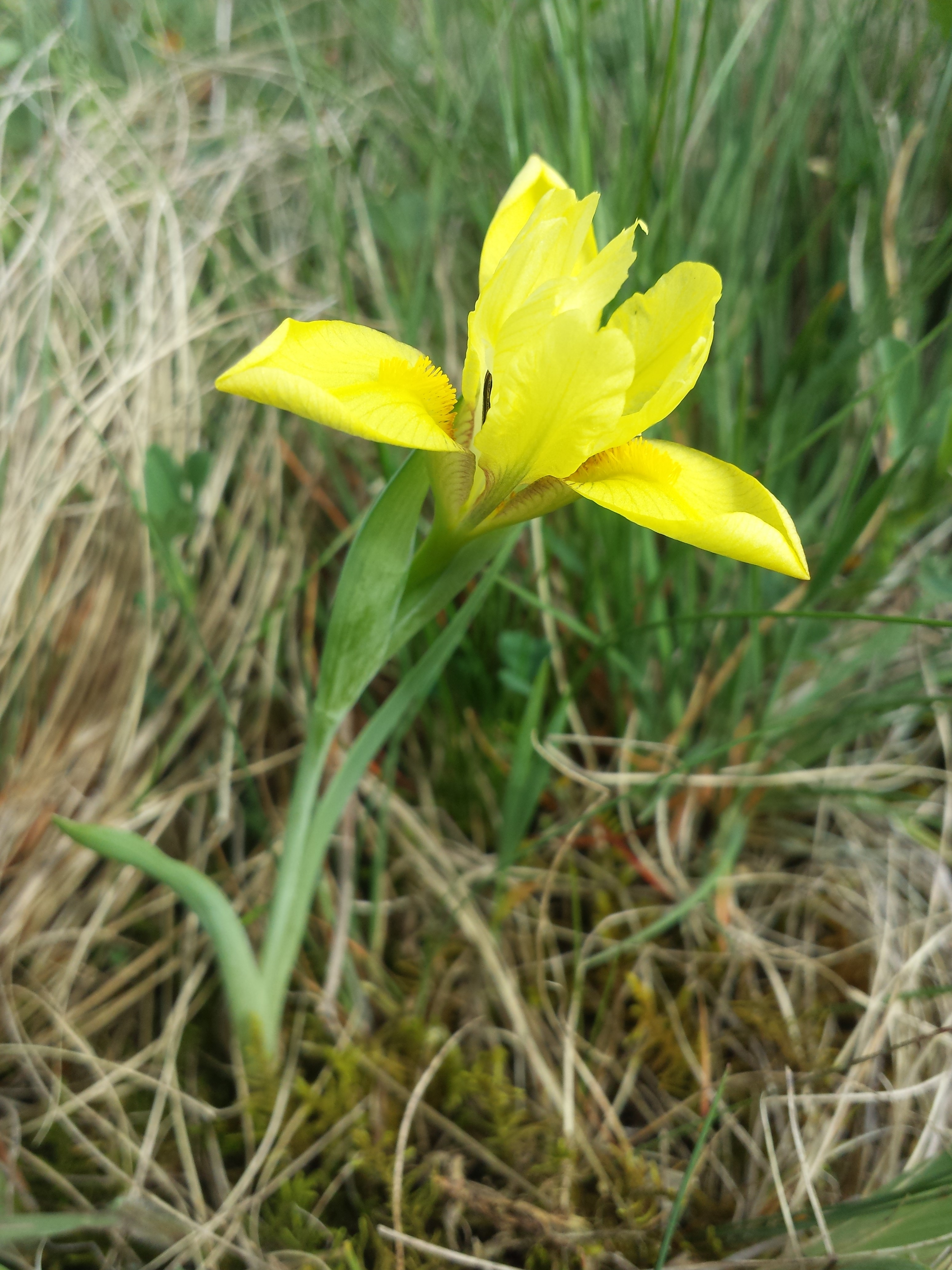
Ирис низкий

Территория памятника является частью провинции Высокого Заволжья, представляет собой возвышенную равнину, с глубокими речными долинами, водоразделы над которыми поднимаются до 100—150 метров. Сеть второстепенных долин и оврагов сильно осложняет рельеф, в формировании которого также принимают участие карстовые формы.
Территория сложена породами пермского периода, в основном отложениями татарского яруса: красноцветная песчано-глинистая толща с прослоями пёстрых мергелей, серых известняков и доломитов. Песчаники играют небольшую роль. В нижней части разреза встречаются маломощные прослои гипса и ангидрита. Ещё глубже залегающий казанский ярус представлен известняками и гипсами.
Почва в основном представлена долинными (террасовыми) чернозёмами.

### Гидрология
Ручей, текущий по дну оврага, является первым (по другим данным вторым) притоком, впадающим в Падовку на седьмом километре её течения, причём по силе водотока вполне сопоставим с ней.

## Биологическое разнообразие

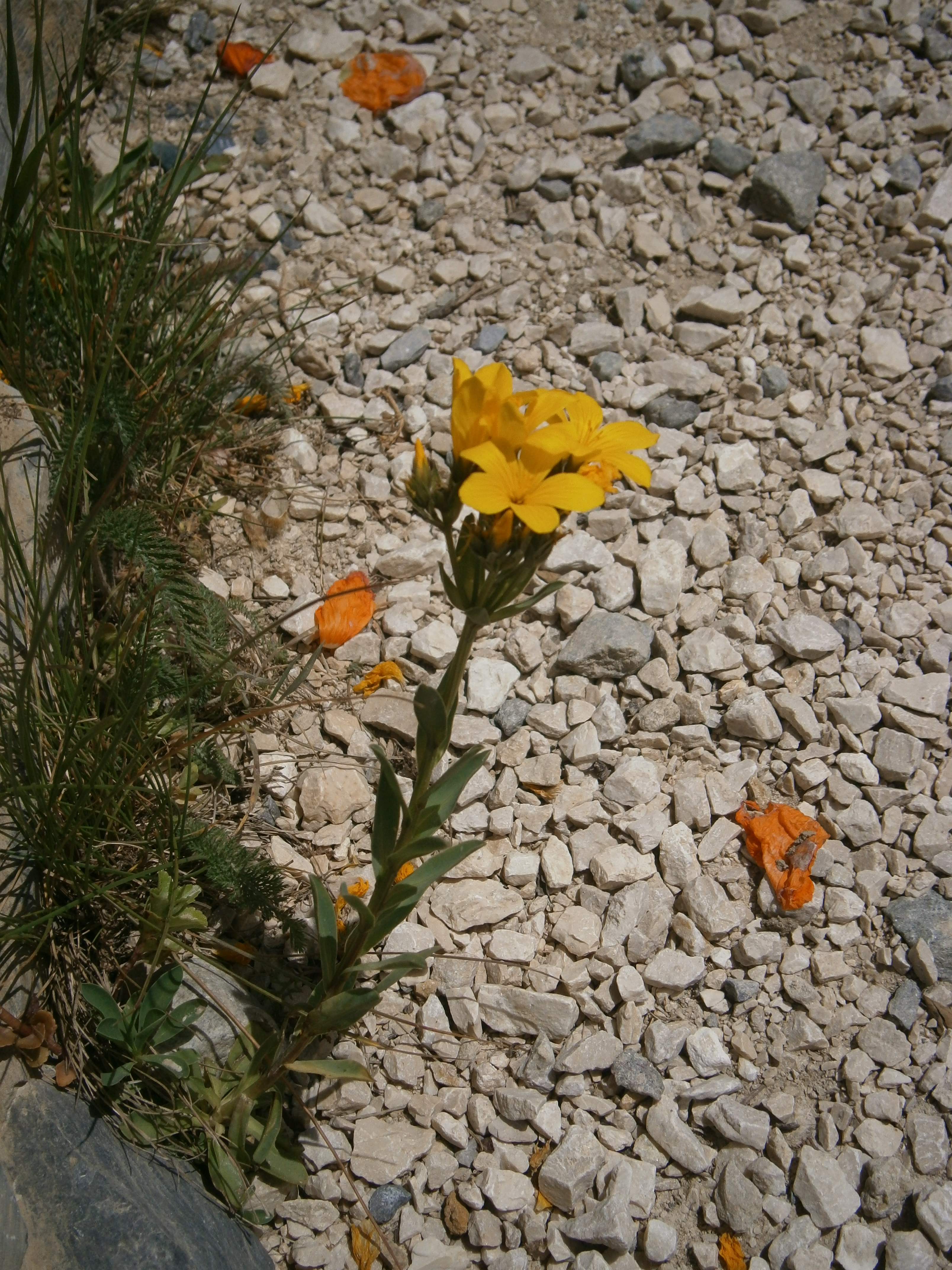
Лён жёлтый

На территории памятника природы водораздельные склоны распаханы, хотя на них ещё встречаются массивы широколиственных лесов. В долине и по руслу ручья произрастают ольшаники и ивняки. Крутой левый склон долины, западной и юго-западной экспозиции занимает хорошо сохранившаяся каменистая степь с многочисленными редкими видами растений. Этот склон освещаются солнцем только в послеполуденные часы, из-за чего он более влажный, чем остальные, что привело к более густому и высокому покрову растений, чем обычно в подобной степи. Растительность сложена ковыльниками и тимьянниками, основной вид ковылей — ковыль красивейший, крупное, влаголюбивое растение, ценящееся как кормовое, и потому оказавшееся на грани исчезновения.

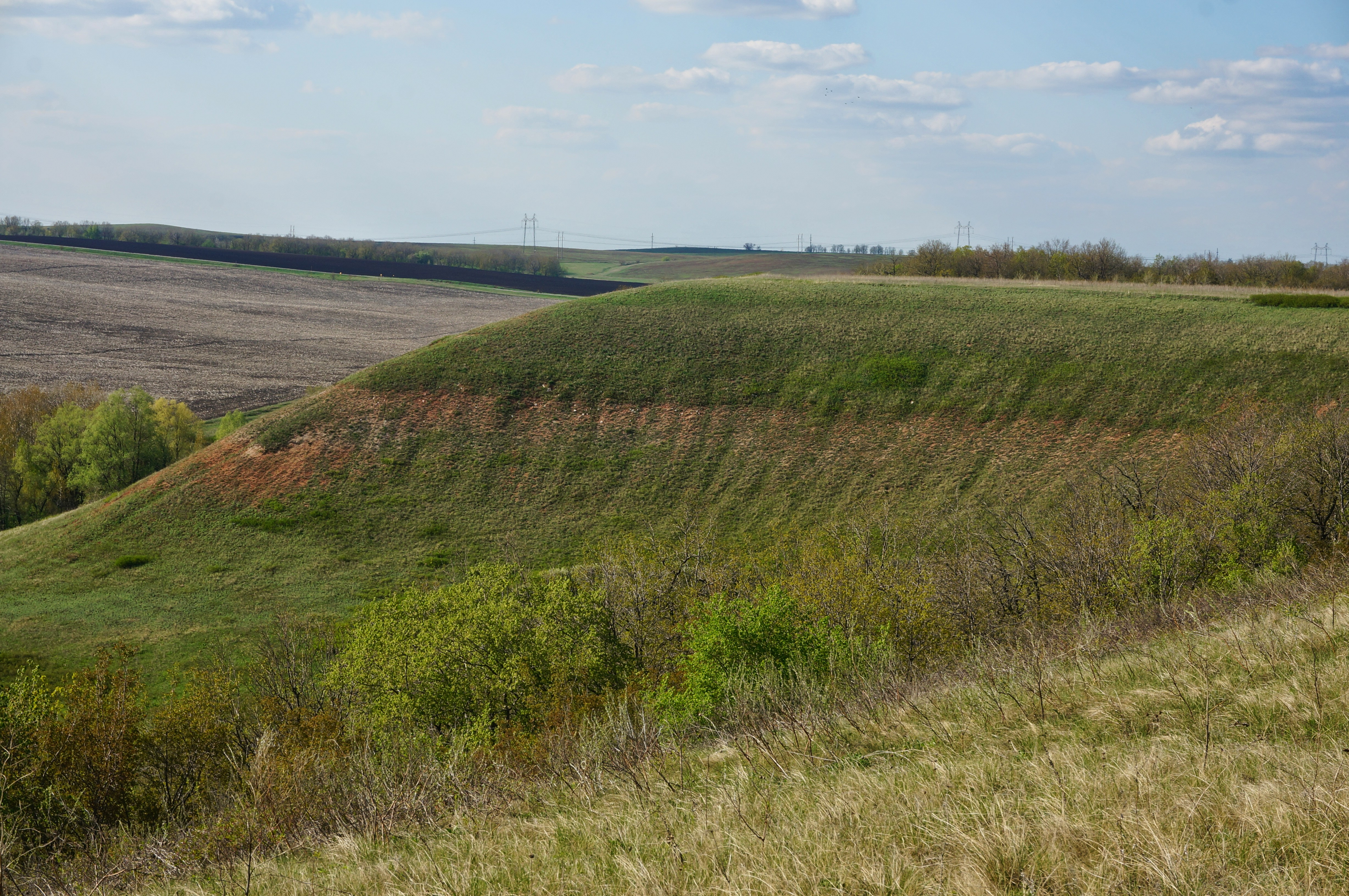

Всего на территории памятника природы насчитывается 119 видов растений, относящихся к 30 семействам и 92 родам. Наиболее многочисленны представители семейства сложноцветных (Asteraceae) — 25 видов, бобовых (Fabaceae) — 12 видов, злаковые (Poaceae) — 11 видов, и розоцветные (Rosaceae) — 10 видов.
По биоморфологим характеристикам на территории памятника природы лидируют ксерофиты — сухолюбивые растения (46 видов, 38,7 %): астра альпийская, астрагал Цингера, астрагал австрийский, василек сумский, бурачок голоножковый, тимьян обыкновенный, нонея темно-бурая. Мезофиты — растения из умеренно увлажнённых местообитаний, составляют 43 вида (36,1 %): серпуха венценосная, тысячелистник обыкновенный, мордовник шароголовый, девясил шершавый. Также имеются две промежуточных группы: ксеромезофиты (17,6 %) — колокольчик сибирский, фиалка холмовая, козелец Маршалла, клевер горный, и мезоксерофиты (7,6 %) — песчанка высогорная, вейник наземный, рогачка хреновидная, подмаренник настоящий. Таким образом флора Верхового оврага в равной степени слагается мезофитной группой (мезофиты + ксеромезофиты = 53,7 %) и ксерофитной (ксерофиты + мезоксерофиты = 46,3 %). Это объясняется тем, что ранее на склонах оврага росли леса, и на вогнутых склонах оврага поныне сохраняются представители леса и лесных опушек.
Более 20 % видов растений являются редкими для Самарской области, хотя не все они охраняются.
Природные сообщества находятся в близком к естественному состоянии. Памятник природы является рефугиумом для
представителей флоры и фауны, происходит пополнение упадочных местообитаний соседних антропогенно преобразованных территорий.

## Редкие и исчезающие виды

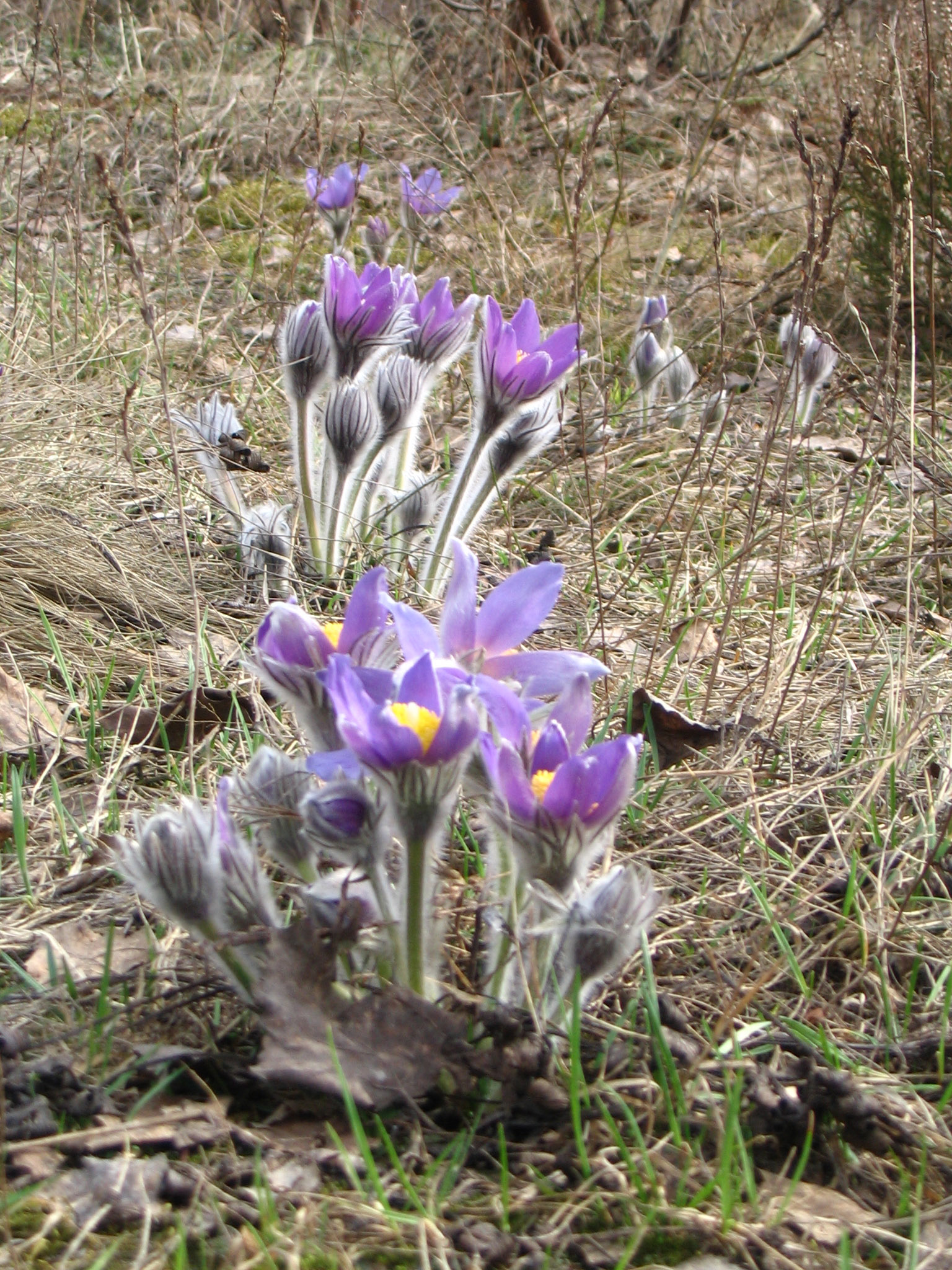
Прострел раскрытый

На территории памятника природы известны места обитания растений, занесённых в Красную Книгу России: ковыль перистый (Stipa pennata L.), ковыль красивейший (Stipa pulcherrima C. Koch), копеечник крупноцветковый (Hedysarum grandiflorum Pall.), копеечник Разумовского (Hedysarum razoumovianum Fisch. et Helm), касатик низкий (Iris pumila L) .
Также многочисленны растения, включенные в Красную книгу Самарской области: астра альпийская (Aster alpinus L.), скабиоза исетская (Scabiosa isetensis L.), пижма жестколистная (Tanacetum sclerophyllum (Krasch.) Tzvel.), бурачок Ленский (Alyssum lenense Adams), астрагал волжский (Astragalus wolgensis Bunge), астрагал Цингера (Astragalus zingeri Korsh.), лён желтый (Linum flavum L.), овсец Шелля (Helictotrichon Schellianum (Hack.) Kitag.), адонис весенний (Adonis vernalis L.), прострел раскрытый (Pulsatilla patens (L.) Mill.), хвойник двухколосковый (Ephedra distachya L.), мякотница болотная (Hammarbia paludosa (L.) O. Kuntze).
Из представителей фауны встречается занесённая в Красную книгу Самарской области мнемозина.

## Охрана территории

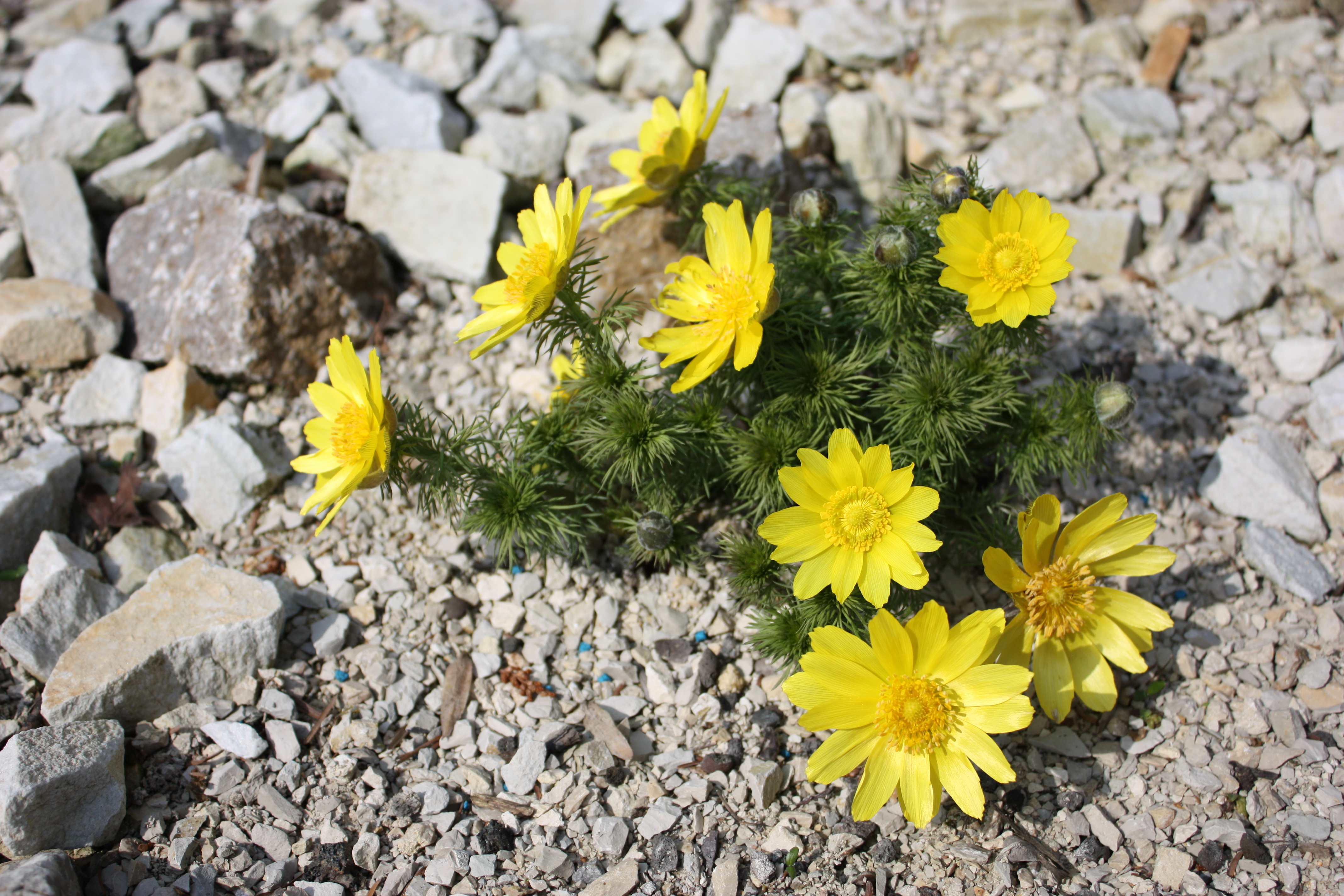
Адонис весенний

Фактором негативного воздействия умеренной силы на состояние памятника природы являются чрезмерная рекреационная нагрузка, а также охота. Угрозой памятнику природы являются возможные пожары. Заметный вред экосистеме памятника наносит продолжающийся выпас скота. Животные копытами разрушают дернину, что приводит к оголению почвы и её последующему размытию при дождях или таянии снега. Кроме того, многие растения не успевают размножаться, так как скот скусывает цветущие верхушки растений, не успевшие дать семян. В первую очередь страдают бобовые.

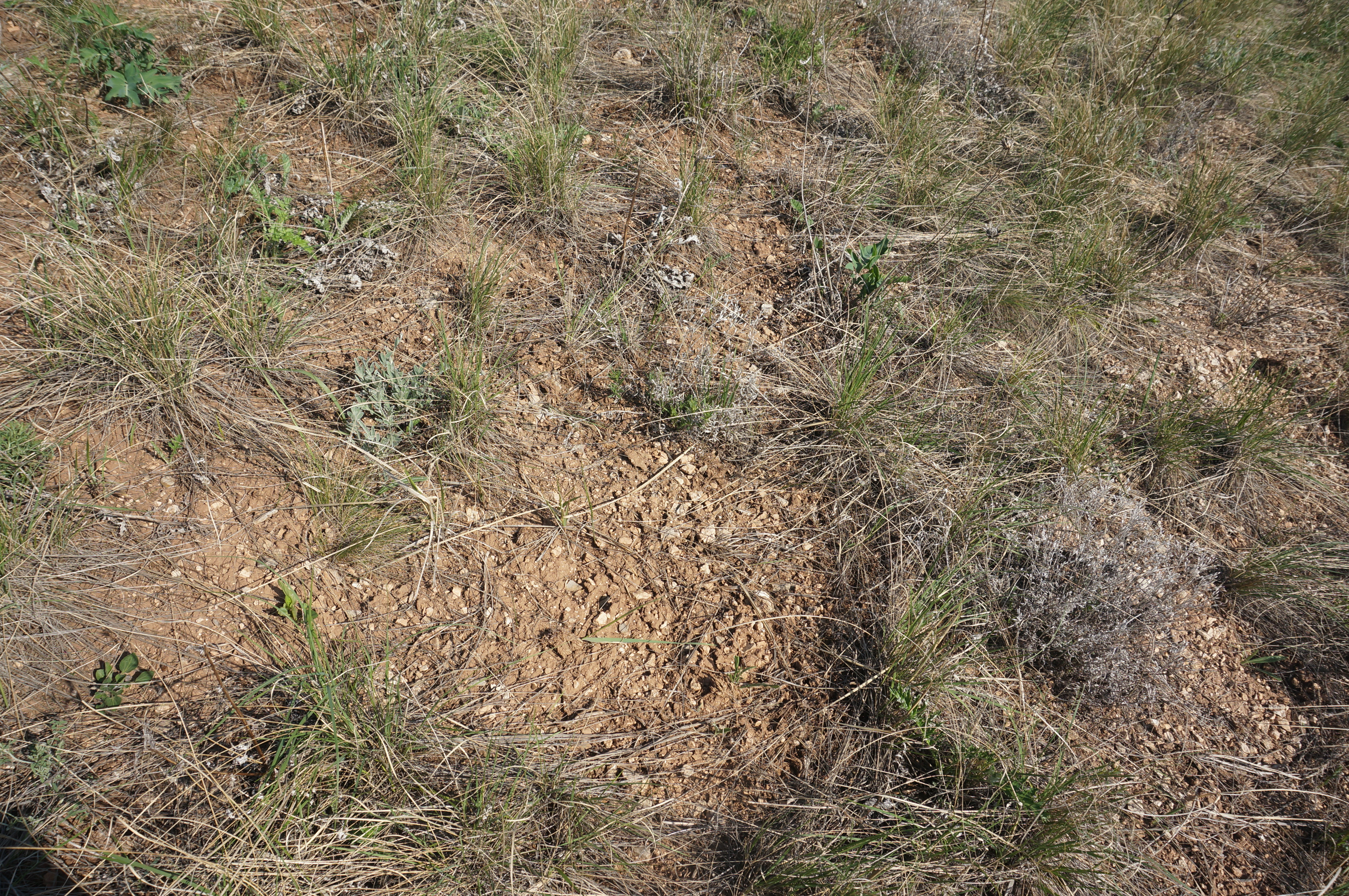
Оголённая почва

На территории памятника природы запрещается всякая деятельность, влекущая за собой нарушение его сохранности, в частности: проведение рубок лесных насаждений, заготовка древесины; распашка земель и иные работы, связанные с нарушением целостности покрова почвы; строительство зданий и сооружений, строительство дорог, трубопроводов, линий электропередачи и других линий коммуникаций; устройство свалок, складирование и захоронение отходов; мелиоративные работы, гидростроительство; размещение летних лагерей скота, летних доек, мест водопоя скота; выпас мелкого рогатого скота; охота, а также размещение охотохозяйственных объектов; промышленная и коммерческая заготовка недревесных лесных ресурсов, пищевых лесных ресурсов и сбор лекарственных растений; выращивание лесных плодовых, ягодных, декоративных растений, лекарственных растений, создание лесных плантаций и их эксплуатация; использование токсичных химических препаратов для охраны и защиты лесов и сельскохозяйственных угодий; складирование, хранение, перевалка, уничтожение пестицидов, агрохимикатов, химических препаратов иного назначения и горюче-смазочных материалов; разведка и добыча полезных ископаемых; сжигание порубочных остатков, пожнивных остатков на полях; передвижение транспорта вне дорог, за исключением передвижения, необходимого для обеспечения установленного режима памятника природы.

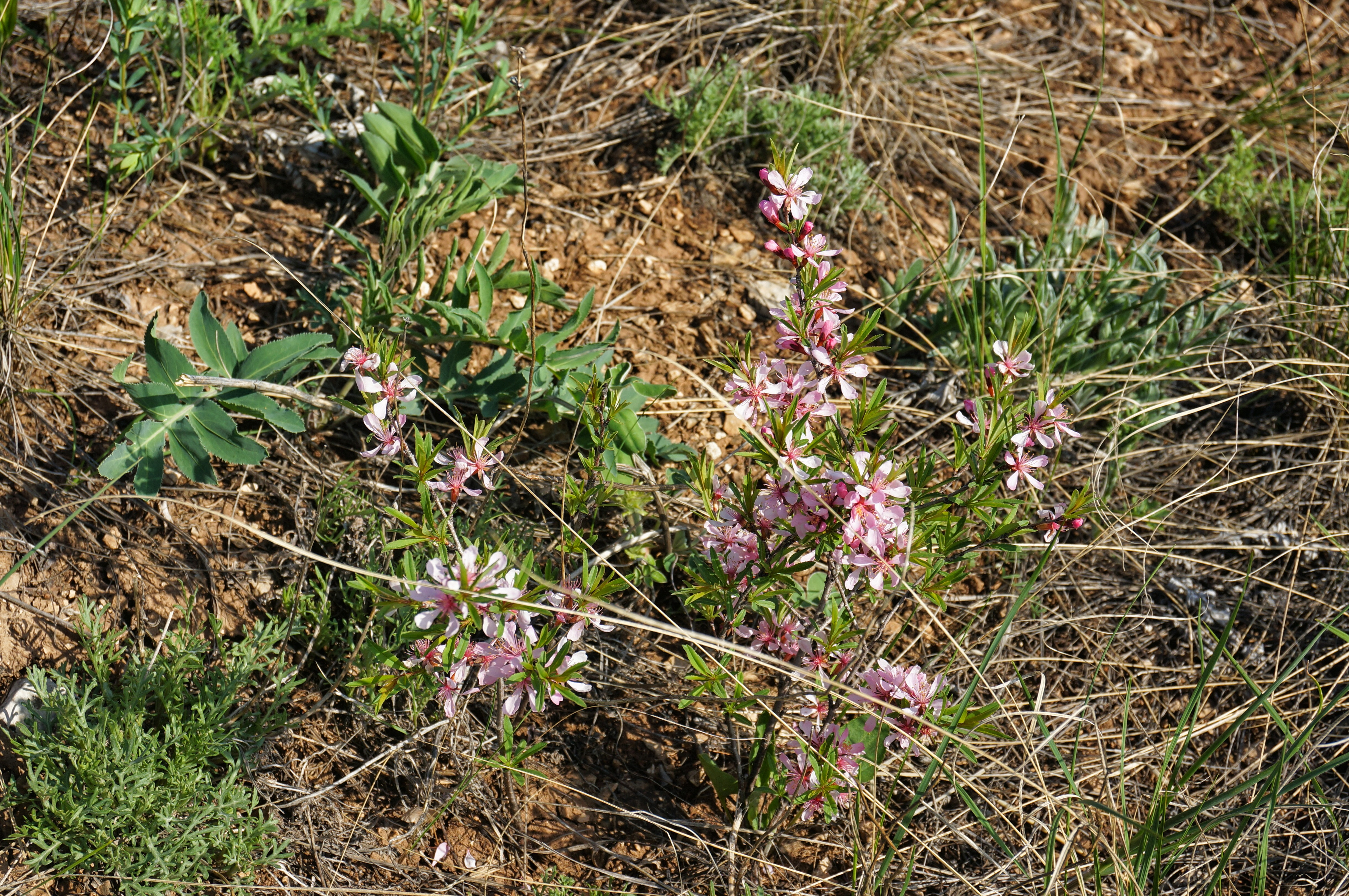
Миндаль степной

Разрешаются при условии ненанесения ущерба охраняемым природным комплексам: свободное посещение территории гражданами; сбор гражданами для собственных нужд недревесных лесных ресурсов, пищевых лесных ресурсов, лекарственных растений; сенокошение и вывоз сена колёсным транспортом; пчеловодство; ограниченные санитарные рубки в лесных насаждениях в рамках санитарно-оздоровительных мероприятий, мероприятий по локализации и ликвидации очагов вредных организмов; охрана лесов от пожаров; использование территории памятника в охотничьем хозяйстве в качестве воспроизводственного участка; ограниченное применение нетоксичных средств борьбы с вредителями сельского и лесного хозяйства (феромонов, энтомофагов); проведение мероприятий, направленных на поддержание и увеличение численности отдельных видов животных.

## Наука
Богатая природа оврага неоднократно становилась предметом исследования учёных. Исследовались как памятник природы в целом, так и отдельные виды растений, например популяции копеечников крупноцветкового и разумовского или ветреницы лесной.